# Linha Diesel do Metrô do Recife
O Trem Sul: Cabo ↔ Curado foi administrado pelo Metrô do Recife.

## Histórico
Ligava originalmente as cidades de Recife e Maceió até que no ano de 1980 o transporte de passageiros deste ramal foi suprimido. Restaram apenas os trens de subúrbio que ligavam a estação do Recife à do Cabo.
No ano de 1988 este ramal passou a ser administrado pelo Metrô do Recife e foi desviado do trecho de Recife à Cajueiro Seco para a estação Curado devido ao início das obras da Linha Sul do Metrô.

## Estações
| Nº | Estação             | Integração   |
| -- | ------------------- | ------------ |
| 1  | Curado              | Metrô Centro |
| 2  | Jorge Lins          |              |
| 3  | Marcos Freire       |              |
| 4  | Cajueiro Seco       | Metrô Sul    |
| 5  | Ângelo de Souza     |              |
| 6  | Pontezinha          |              |
| 7  | Ponte dos Carvalhos |              |
| 8  | Santo Inácio        |              |
| 9  | Cabo                |              |

## Linhas do Sistema
Anigamente existia a linha Curado - Cabo, mas foi descontinuado, ao lado tem um mapa de antigas projeções do Metrô de Recife em geral.